# Ebba Haslund
Ebba Margareta Haslund Halvorsen (12 août 1917 - 10 juillet 2009) est une dramaturge, romancière, essayiste, critique littéraire, personnalité de la radio et femme politique norvégienne.

## Enfance et vie personnelle
Haslund est née à Seattle (État de Washington), fille de Frantz Philippe Haslund (1883-1974) et d'Ebba Margareta Gillblad (1890-1957). Haslund décrit son père comme un « aventurier », et ils voyagent régulièrement lors de ses premières années. Elle devient étudiante en 1935, et étudie les langues étrangères en Angleterre, en Allemagne et en France avant la Seconde Guerre mondiale. Elle est diplômée de philologie à l'Université d'Oslo en 1941. En 1940, elle épouse l'homme d'affaires Sverre Fjeld Halvorsen (1910-2005) , qui sera emprisonné à Grini et en Pologne pendant la Seconde Guerre Mondiale mais survivra.
Haslund vit à Blommenholm une grande partie de sa vie, et meurt à l'âge de 91 dans le quartier d'Ullern à Oslo.

## Carrière

### Carrière littéraire
Haslund fait ses débuts littéraires en 1945, avec le recueil de nouvelles Også vi –. L'année suivante, elle publie son premier roman, Site halvår, qui traite de l’adolescence du point de vue de jeunes filles. La suite de ce roman, Det hendte ingenting (1948) est pratiquement ignoré par la presse de l'époque, mais sera plus tard considéré comme l'un de ses livres les plus importants. Narré par la timide Edle Henriksen, une étudiante à l'Université d'Oslo en 1939, le roman est une histoire d'amitié entre trois femmes, ainsi que les désirs lesbiens non réalisés d'Edle. Il est traduit en anglais en 1987 sous le titre Nothing Happened,. La percée littéraire d'Hafslund est proclamée avec l'émergence de Middag hos Molla (1951), et de nouveau avec son roman suivant Krise i august (1954).
Haslund écrit aussi plusieurs pièces pour la radio. Ses débuts comme auteure se font avec Himmelsk dilemme en 1952. Sa pièce Kjære Nils (1956) reçoit le prix du « meilleure pièce audio pour les enfants ». Elle est membre du conseil de la Guilde des Écrivains de Norvège  de 1961 à 1967, et vice-présidente de 1967 à 1974.
Elle écrit plusieurs livres pour enfants, comme Frøken Askeladd (1953), Barskinger på Brånåsen (1960) et Mor streiker (1981). Une sélection de ses essais se trouve dans les collections Født til klovn (1977), Kvinner, fins de?  (1980) et Hønesvar til hanefar (1983). Elle a aussi écrit trois livres de souvenirs, Som plommen je egget (1987), Med vingehest je manesjen (1989) et Ikke naken, ikke kledd (1992).
Elle travaillé comme critique littéraire pour Aftenposten de 1970 à 1990, et comme rédactrice en chef de la revue Ordet de 1966 à 1967. Elle est chroniqueuse dans plusieurs journaux, y compris Klassekampen et Budstikka.

### Bienfaisance
Haslund est membre du conseil d'administration de la branche norvégienne du PEN Club de 1955 à 1957, et vice-présidente de 1964 à 1967. Elle est membre du conseil d'administration de Forfatterforeningen av 1952 — une faction dissidente du Association des écrivains de Norvège qui a duré de 1952 à 1966 — de 1961 à 1963, et préside le Norwegian Writers for Children de 1965 à 1970. De 1966 à 1970, elle est membre du conseil d’administration de l'Association des écrivains de Norvège puis vice-présidente en 1970-1971 et enfin, présidente de 1971 à 1975. Elle reçoit le titre de membre honoraire l'Association des écrivains de Norvège en 1975, et de l'Association norvégienne pour les droits des femmes en 1995. Durant le reste de sa vie, elle est la seule membre honoraire de l'Association pour les droits des femmes. Elle est membre du conseil d'administration du théâtre Riksteateret de 1969 à 1977, du Conseil de la langue norvégienne de 1976 à 1980 et du Conseil des Arts de la Norvège, de 1977 à 1980. Elle est également membre du conseil d'administration de Klassekampen.

### Carrière politique
Elle est députée suppléante au Storting (Parlement norvégien) d'Oslo entre 1958 et 1961 et dans celui du comté d'Akershus de 1961 à 1965. Elle prend le siège de Jean Lyng pendant son mandat de Premier ministre  entre août et septembre 1963. Malgré son affiliation au Parti conservateur à l'époque, elle est appelée « Ebba la Rouge » par l'Association des auteurs de Norvège. Elle est inspirée par le féminisme radical des années 1960 et 1970, en particulier par l'activité de la chercheuse norvégienne et femme politique socialiste Berit Ås. Dans une interview de 2007, Haslund déclare qu'elle ne vote pas conservateur, mais libéral.

## Récompenses
Ebba Haslund reçoit le Prix des libraires norvégiens en 1966 pour le roman Det trange hjerte, et le Prix Littéraire de la Riksmål Société pour Syndebukkens krets en 1968,. Elle reçoit aussi le Prix Ossietzky en 2006 et le Prix d'Honneur Fritt Ord en 2007.